# Flughafen Porto Alegre

i8
i11
i13
Der Aeroporto Internacional Salgado Filho (IATA-Code: POA, ICAO-Code: SBPA) ist ein brasilianischer Flughafen  in Porto Alegre. Er bietet Flugverbindungen mit wichtigen Städten Brasiliens und zu internationalen Zielen. Er steht an neunter Stelle der brasilianischen Flughäfen in Bezug auf das Passagier- und Frachtaufkommen.

## Geschichte
Am 16. März 2017 erhielt die Fraport AG den Zuschlag für einen Konzessionsvertrag für den Flughafen von Porto Alegre. Im August 2017 begann die 25-jährige Konzessionslaufzeit. Am 2. Januar 2018 übernahm Fraport Brasil, eine 100-prozentige Tochtergesellschaft der deutschen Fraport AG, den Betrieb des Flughafens.

## Fluggesellschaften und Ziele
Der Aeroporto Internacional de Porto Alegre – Salgado Filho wird von neun Fluggesellschaften genutzt. Die wichtigsten Fluggesellschaften sind Azul Linhas Aéreas, Gol Linhas Aéreas und LATAM Airlines Brasil
Insgesamt werden 26 Ziele angeflogen. Die wichtigsten nationalen Ziele sind Curitiba, Rio de Janeiro–Galeão, São Paulo–Congonhas und São Paulo–Guarulhos, auf internationaler Ebene sind es Buenos Aires–Aeroparque, Lima, Lissabon und Panama-Stadt.

## Zwischenfälle
- Am 2. August 1949 brach in einer Curtiss C-46D-10-CU Commando der brasilianischen VARIG (Luftfahrzeugkennzeichen PP-VBI) während des Fluges in einem Frachtraum ein Feuer aus. Der Rauch im Cockpit wurde so dicht, dass die Piloten durch die geöffneten Fenster hinausschauen mussten, als sie eine Notlandung in hügeligem Gelände nahe Jaquirana (Brasilien) durchführten. Die Maschine war noch 20 Flugminuten vom Ziel, dem Flughafen Porto Alegre, entfernt. Von den 36 Insassen kamen 5 ums Leben, ein Besatzungsmitglied und 4 Passagiere. Das Flugzeug wurde zerstört.[6]

- Am 14. Oktober 1952 wurde eine Douglas DC-3/C-47-DL der Aerovias Brasil (PP-AXJ) durch Navigationsfehler nahe São Francisco de Paula (Rio Grande do Sul) (Brasilien) in hochgelegenes Gelände geflogen. Die aus São Paulo kommende Maschine befand sich noch 83 Kilometer nordöstlich des Ziels, dem Flughafen Porto Alegre. Bei diesem CFIT (Controlled flight into terrain) wurden von den 18 Insassen 14 getötet, alle vier Besatzungsmitglieder und 10 Passagiere.[7]

- Am 18. Oktober 1957 stürzte eine Douglas DC-3/C-47A-80-DL der brasilianischen VARIG (PP-VCS) kurz nach dem Abheben vom Flughafen Porto Alegre ab. Die DC-3 driftete während des Starts nach rechts. Als das Abdriften zu groß wurde, versuchte der Kapitän, mit einer zu geringen Geschwindigkeit abzuheben. Das Flugzeug berührte den Boden erneut hinter der Startbahn, prallte jedoch ab und flog weiter. Um einen Aufprall auf einen Hügel zu vermeiden, wurde eine Linkskurve durchgeführt, bei der die linke Tragfläche das Dach eines Hauses traf. Alle 3 Besatzungsmitglieder, die einzigen Insassen auf dem Frachtflug, kamen ums Leben.[8]

- Am 4. Februar 1972 wurde mit einer Hawker Siddeley HS 748-235 2A der brasilianischen VARIG (PP-VDU) auf dem Flughafen Porto Alegre bei einem Trainingsflug ein Start mit einem simulierten Ausfall des Triebwerks Nr. 2 (rechts) durchgeführt. Es kam zu einem Strömungsabriss; die Maschine  schlug mit eingefahrenem Fahrwerk wieder auf. Ursache war, dass der Ausbildungskapitän versuchte, das Flugzeug unterhalb der Mindestgeschwindigkeit für Einmotorenflug vom Boden abzuheben. Alle Besatzungsmitglieder, die einzigen Insassen überlebten den Totalschaden.[9]

## Verkehrszahlen
| Jahr | Fluggastaufkommen | Fluggastaufkommen | Fluggastaufkommen | Fluggastaufkommen | Fluggastaufkommen | Fluggastaufkommen | Luftfracht (Tonnen) (mit Luftpost) | Luftfracht (Tonnen) (mit Luftpost) | Flugbewegungen | Flugbewegungen |
| Jahr | National          | National          | International     | International     | Gesamt            | Gesamt            | Luftfracht (Tonnen) (mit Luftpost) | Luftfracht (Tonnen) (mit Luftpost) | Flugbewegungen | Flugbewegungen |
| ---- | ----------------- | ----------------- | ----------------- | ----------------- | ----------------- | ----------------- | ---------------------------------- | ---------------------------------- | -------------- | -------------- |
| 2023 | -                 | -                 | -                 | -                 | 7.492.866         | +12,6 %           | 40.422                             | 0+4,9 %                            | 72.634         | 0+9,4 %        |
| 2022 | -                 | -                 | -                 | -                 | 6.654.062         | +37,5 %           | 38.543                             | +27,0 %                            | 66.402         | +34,7 %        |
| 2021 | -                 | -                 | -                 | -                 | 4.839.594         | +35,9 %           | 30.337                             | +36,8 %                            | 49.278         | +30,0 %        |
| 2020 | -                 | -                 | -                 | -                 | 3.561.630         | –57,1 %           | 22.172                             | –40,4 %                            | 37.912         | –51,2 %        |
| 2019 | -                 | -                 | -                 | -                 | 8.298.205         | 0+0,1 %           | 37.231                             | 0+0,7 %                            | 77.709         | 0–4,1 %        |
| 2018 | 7.777.308         | 0+2,62 %          | 517.300           | +19,46 %          | 8.292.608         | 0+3,50 %          | 36.974                             | +45,46 %                           | 80.990         | 0+1,91 %       |
| 2017 | 7.579.086         | 0+4,04 %          | 433.028           | +19,07 %          | 8.012.114         | 0+4,75 %          | 25.418                             | 0+1,19 %                           | 79.473         | 0–0,33 %       |
| 2016 | 7.285.064         | 0–7,15 %          | 363.679           | –28,53 %          | 7.648.743         | 0–8,45 %          | 25.120                             | –12,13 %                           | 79.738         | 0–9,68 %       |
| 2015 | 7.846.116         | 0+0,17 %          | 508.845           | –17,19 %          | 8.354.961         | 0–1,09 %          | 28.587                             | 0–2,21 %                           | 88.279         | 0–5,04 %       |
| 2014 | 7.832.914         | 0+4,49 %          | 614.466           | +23,65 %          | 8.447.380         | 0+5,68 %          | 29.232                             | 0–3,25 %                           | 92.960         | 0–1,53 %       |
| 2013 | 7.496.239         | 0–1,45 %          | 496.925           | –24,12 %          | 7.993.164         | 0–3,25 %          | 30.213                             | 0–0,77 %                           | 94.409         | 0–2,36 %       |
| 2012 | 7.606.507         | 0+4,68 %          | 654.848           | +15,29 %          | 8.261.355         | 0+5,45 %          | 30.448                             | –17,65 %                           | 96.693         | 0–2,90 %       |
| 2011 | 7.266.332         | +16,68 %          | 567.980           | +26,60 %          | 7.834.312         | +17,35 %          | 36.972                             | +32,39 %                           | 99.583         | 0+9,88 %       |
| 2010 | 6.227.568         | 6.227.568         | 448.648           | 448.648           | 6.676.216         | +19,05 %          | 27.926                             | 0–8,20 %                           | 90.625         | +14,56 %       |
| 2009 | -                 | -                 | -                 | -                 | 5.607.703         | +13,71 %          | 30.420                             | 0–3,74 %                           | 79.104         | 0+9,19 %       |
| 2008 | -                 | -                 | -                 | -                 | 4.931.464         | +10,95 %          | 31.601                             | –17,85 %                           | 72.445         | 0+5,26 %       |
| 2007 | -                 | -                 | -                 | -                 | 4.444.748         | +15,55 %          | 38.469                             | 0–5,52 %                           | 68.827         | +15,75 %       |
| 2006 | -                 | -                 | -                 | -                 | 3.846.508         | 3.846.508         | 40.716                             | 40.716                             | 59.463         | 59.463         |

1. ↑  Ab 2010 wird auch Transitfracht berücksichtigt.

## Kritik
Auf der Hauptversammlung der Fraport AG am 28. Mai 2019 kritisierte der Dachverband der Kritischen Aktionärinnen und Aktionäre die zwangsweise Umsiedlung von rund 5000 Anwohnern, um die Bahn verlängern zu können.

## Bilder

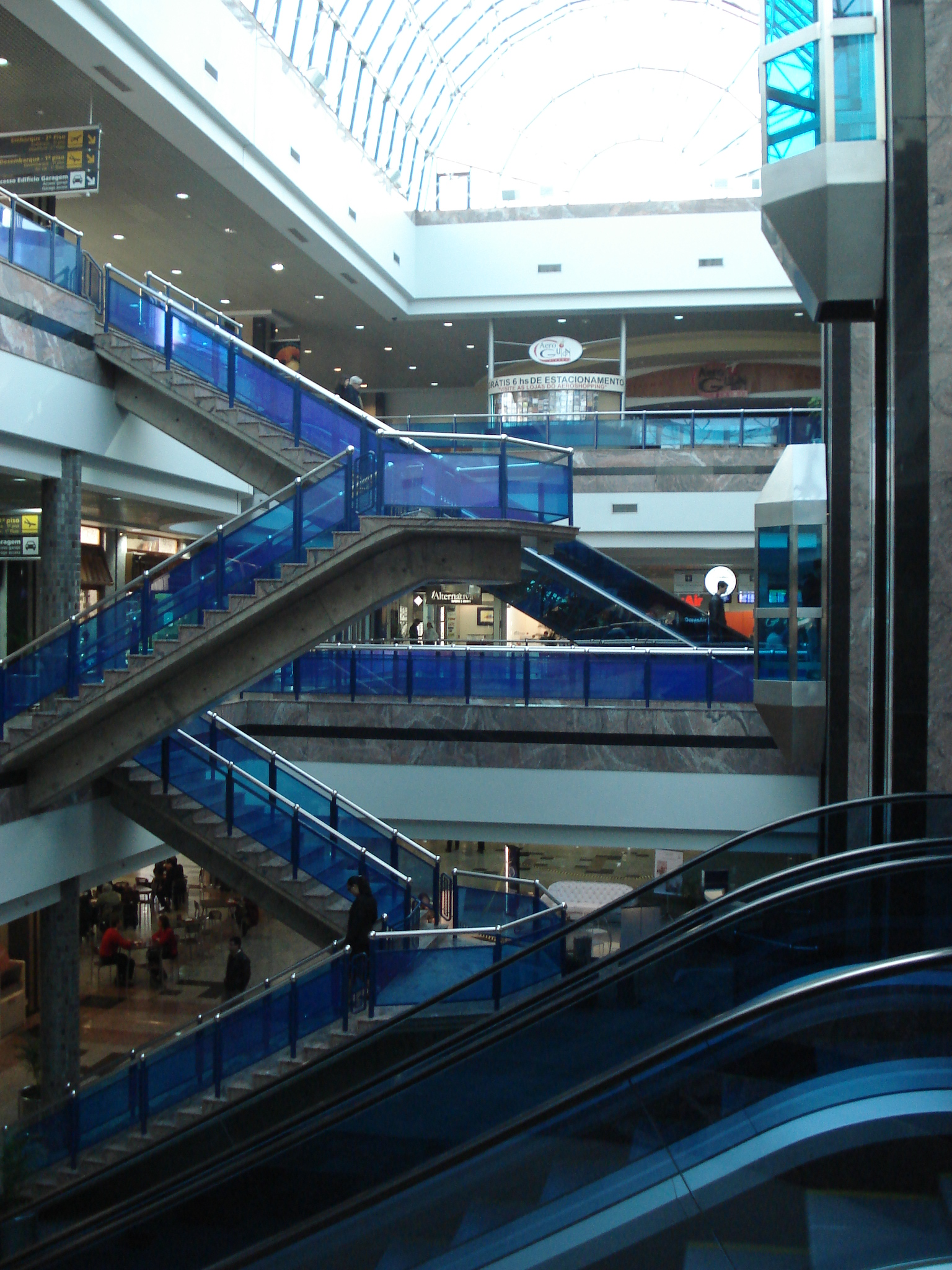
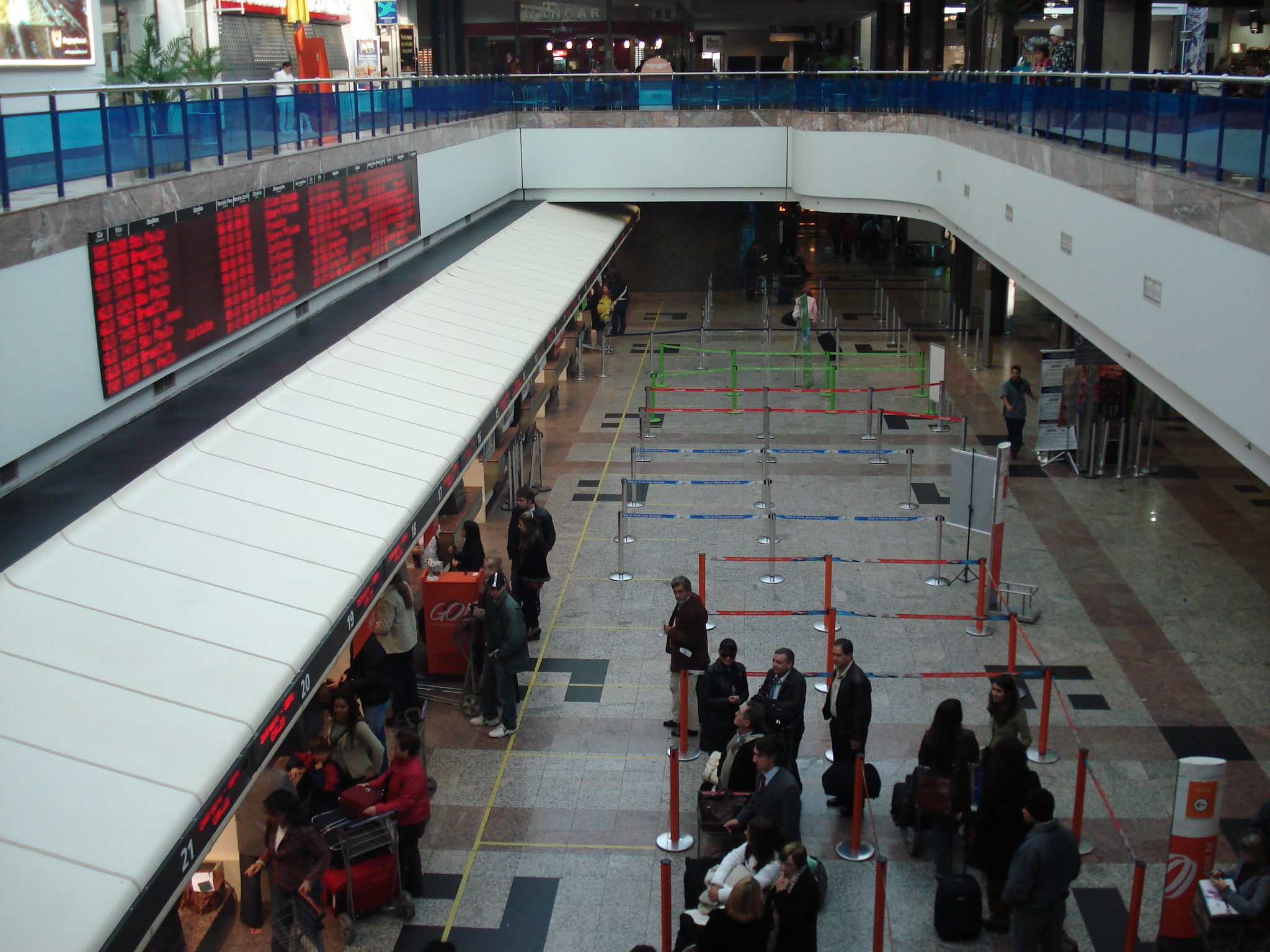
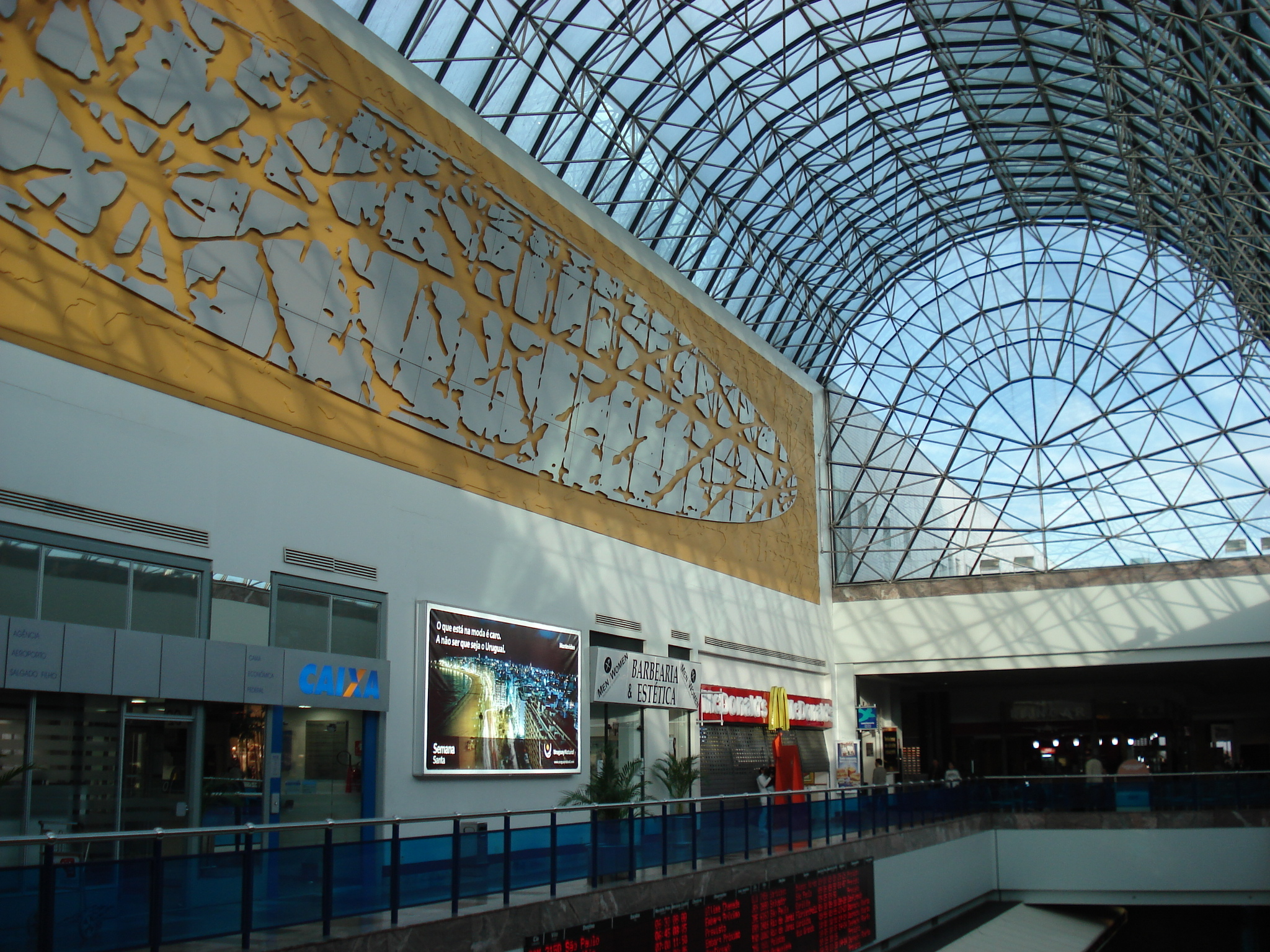
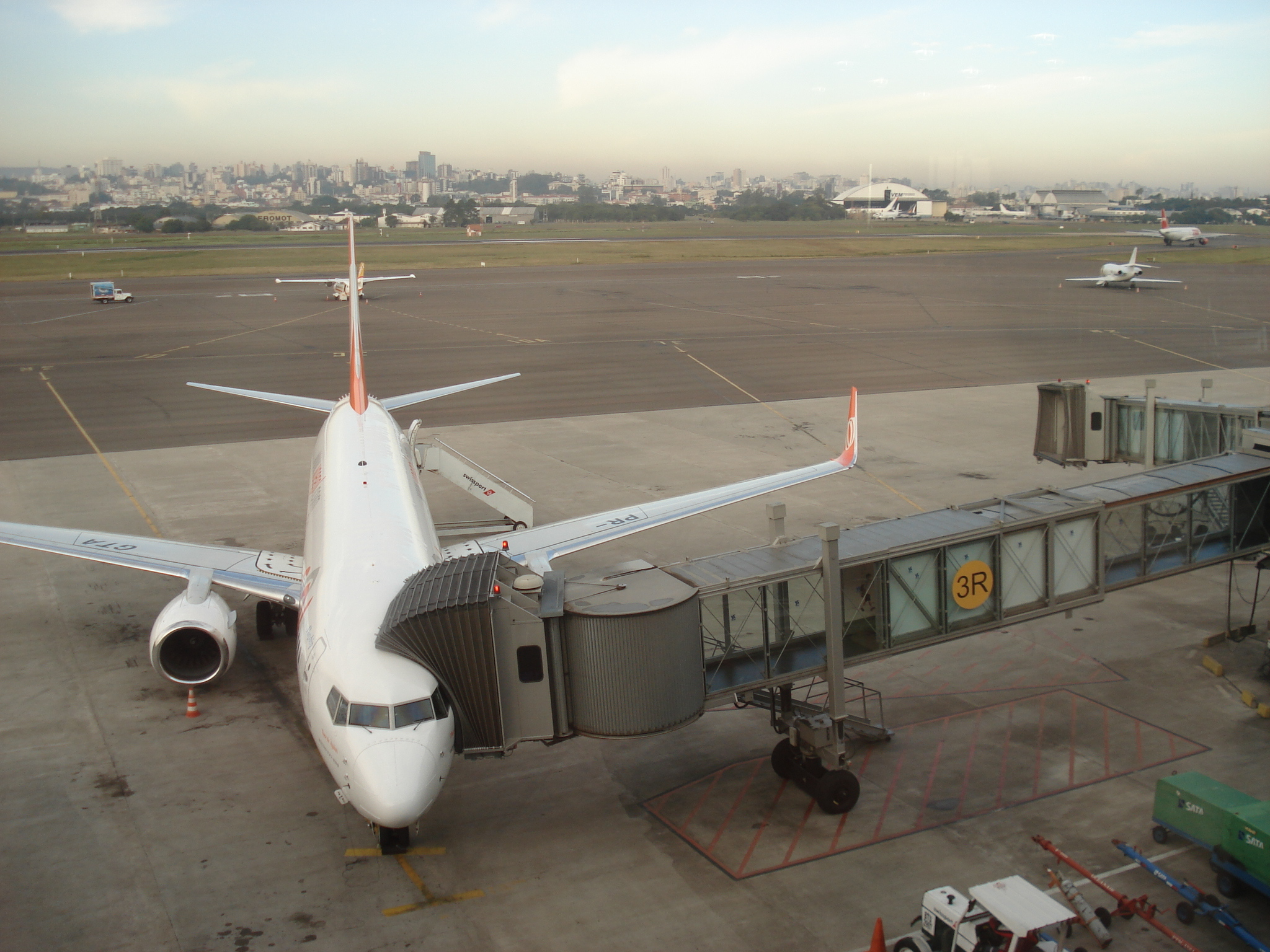